# Lenguas Volta-Níger
Las lenguas Volta-Níger o Níger-Volta (también llamadas históricamente Benue-Congo occidental e incluso Kwa oriental) es una de las ramas de la subfamilia Volta-Congo de las lenguas Níger-Congo formada por casi un centenar de lenguas y con más de 55 millones de hablantes. Las lenguas demográficamente más importantes del sur de Nigeria, Benín, Togo y sureste de Ghana, como el yoruba, el igbo, el edo, el fon y el  ewe, pertenecen a este grupo.

## Clasificación
La clasificación de esta lengua ha sido muy discutida históricamente, ya que se las ha considerado parte de las lenguas kwa o parte de las lenguas Benue-Congo, que son las otras dos ramas de las lenguas Benue-Kwa. Sin embargo, Williamson y Blench (2000) consideran que las lenguas Volta-Níger constituyen una rama independiente. Las fronteras entre los diversos grupos de lenguas Volta-Níger están mal establecidos y existen clasificaciones discordantes para algunas de las lenguas. Algunos autores han sugerido que estas lenguas procederían de la diversificación de un continuo geolectal más que ser el resultado de la separación en diferentes familias.
Los grupos que forman parte del grupo Volta-Níger son los siguientes (se incluyen también las principales lenguas y el número de hablantes entre paréntesis):
|  | Lenguas yoruboides (15: Igala [1 millón], Yorùbá [22 millones]) |
|  |                                                                 |
|  | Lenguas edoides (27: Edo [Bini, 1 millón])                      |
|  |                                                                 |
|  | Akoko (1)                                                       |
|  |                                                                 |
|  | Lenguas igboides (7: Igbo [18 millones])                        |
|  |                                                                 |

|  | Lenguas nupoides (12: Ebira [1 millón], Nupe [1 million]) |
|  |                                                           |
|  | Oko (1)                                                   |
|  |                                                           |
|  | Lenguas idomoides (9: Idoma [600,000])                    |
|  |                                                           |

|  | Lenguas yoruboides (15: Igala [1 millón], Yorùbá [22 millones]) |
|  |                                                                 |
|  | Lenguas edoides (27: Edo [Bini, 1 millón])                      |
|  |                                                                 |
|  | Akoko (1)                                                       |
|  |                                                                 |
|  | Lenguas igboides (7: Igbo [18 millones])                        |
|  |                                                                 |

|  | Lenguas nupoides (12: Ebira [1 millón], Nupe [1 million]) |
|  |                                                           |
|  | Oko (1)                                                   |
|  |                                                           |
|  | Lenguas idomoides (9: Idoma [600,000])                    |
|  |                                                           |

Las lenguas yoruboides y el akoko fueron relacionados con las lenguas defoides, pero el trabajo más reciente sobre las lenguas edoides e igboides se han clasificado como ramas primarias, y para el grupo formado por todos estos grupos se ha acuñado el acrónimo YEAI. Similarmente, el oko, las lenguas nupoides y las lenguas idomoides se han clasificado como un grupo NOI. En cuanto al ukaan, de difícil clasificación, que había sido considerado como una lengua atlántica occidental, se ha propuesto que podría estar más relacionado con las lenguas Volta-Níger, pero su posición es discutida. Blench considera que estaría más cerca de las lenguas Benue-Congo.

## Comparación léxica
Los numerales para diferentes lenguas Volta-Níger son:
| GLOSA | Akpes (Ekiromi) | PROTO- GBE   | YEAI             | YEAI          | YEAI                | NOI            | NOI         | NOI             | PROTO- UKAAN | PROTO- VOLTA- NÍGER |
| GLOSA | Akpes (Ekiromi) | PROTO- GBE   | PROTO- YORUBOIDE | PROTO- EDOIDE | PROTO- IGBOIDE      | PROTO- NUPOIDE | Oko         | PROTO- IDOMOIDE | PROTO- UKAAN | PROTO- VOLTA- NÍGER |
| ----- | --------------- | ------------ | ---------------- | ------------- | ------------------- | -------------- | ----------- | --------------- | ------------ | ------------------- |
| '1'   | í-gbȭ ēkìnì     | *-ɖe+kp͡o     | *o-kp͡ã *í-nḭ́     | *ɔ-kp͡a        | *-nu ~ *o-tu        | *-ɲɪ           | ɔ̀ɔ́rɛ ɔ̀yɛ́rɛ  | *ɔ́-hɛ̀           | *ʃí          | *-kp͡a *-rĩ          |
| '2'   | ī-dīan(ì)       | *-βe         | *è-ɟì            | *ɪ-βə         | *e-bɔ               | *-bà           | ɛ̀-bɔ̀rɛ̀      | *-pà            | *wá          | *-ba(ɟi) *pela      |
| '3'   | ī-sās(ì)        | *-tã         | *à-ta            | *ɪ-tʂaGɪ      | *e-tɔ               | *-tá           | ɛ̀-ta        | *-tā            | *tárV        | *-tãi               |
| '4'   | ī-nīŋ(ì)        | *-nɛ         | *ɛ̀-lı̃            | *ɪ-niə        | *-nɔ                | *-niə          | ɛ̀-na        | *-nɛ̀            | *nã́hĩ́        | *-nai               |
| '5'   | īʃōn(ì)         | *a-tɔ̃́        | *à-rʊ̃ã́           | *ɪ-ʃorĩ       | *i-se (<*i-sa)      | *-tsun         | ùpi         | *-rūɔ̄           | *tʃʊ̃̀nṽ       | *sodu- *-coni       |
| '6'   | ītʃānās(ì)      | *-yizɛ̃ *-dɛ̃́  | *ɛ̀-fà            | *-tʂã(?)      | *i-sinu (<*i-sa-nu) | *-tw̃ã-ɲɪ       | ɔ̀pɔ́n-ɔ̀ɔ́rɛ   | *-rīìɲī         | *ràdá        | *sodu-do            |
| '7'   | ītʃēnētʃ(ì)     | *-tɔ̃+βè -drɛ̃́ | *è-bye           | ?             | *e-sa-bɔ            | *-tw̃ã-bà       | úfɔ́m-bɔ̀rɛ̀   | *àhá-pà         | *rə̀nẽ́ʃì      | *so-ba-             |
| '8'   | ānāːnīŋ(ì)      | *-tɔ̃+tã -ɲí  | *ɛ́-ɟɔ            | *e-narĩ(?)    | *e-sa-tɔ            | *-tw̃ã-tá       | ɔ̀nɔ́kɔ́nɔkɔ́nɔ | *àhà-tā         | *nàːná       | *-naːnai            |
| '9'   | ɔ̀kpɔ̄lɔ̀ʃ(ì)      | *-tɔ̃+nɛ      | *ɛ̀-sɔ̰́            | *i-CiəNi      | ?                   | *-tw̃ã-niə      | ùbɔ́ɔ̀rɛ̀      | *àha-nɛ̀         | *rə̀òʃì       | *-tõ-nai            |
| '10'  | īyōf(ì)         | *-wó         | *ɛ̀-gwá           | *i-gb͡eɲi      | *i-ɗi               | *-bwʊ́n         | ɛ̀-fɔ        | *ìgwó           | *ə̀-pú        | *-pu                |